# Cédric Mathy
Cédric Mathy (Ixelles, 12 de febrero de 1970) es un deportista belga que compitió en ciclismo en la modalidad de pista, especialista en la prueba de puntuación. Está casado con la ciclista Kristel Werckx.
Participó en los Juegos Olímpicos de Barcelona 1992, obteniendo una medalla de bronce en la carrera por puntos y el sexto lugar en persecución individual.

## Medallero internacional
| Juegos Olímpicos | Juegos Olímpicos   | Juegos Olímpicos  | Juegos Olímpicos |
| Año              | Lugar              | Medalla           | Competición      |
| ---------------- | ------------------ | ----------------- | ---------------- |
| 1992             | Barcelona (España) | Medalla de bronce | Puntuación       |